# Li Houzhu
Li Houzhu (chiń. upr. 李后主; chiń. trad. 李後主; pinyin Lǐ Hòuzhǔ; Wade-Giles Li Hou-chu ur. 937, zm. 978) – ostatni władca Południowego Tang, państwa chińskiego z okresu Pięciu Dynastii i Dziesięciu Królestw. Jego właściwym imieniem było Li Yu (chiń. 李煜; pinyin Lǐ Yù), bardziej znany jest jednak jako Houzhu (dosł. „Ostatni władca”).
Objął tron po śmierci ojca, Li Jinga, w 961 roku. Bardziej niż władca zasłynął na polu kultury, był uzdolnionym poetą, malarzem, muzykiem oraz kaligrafem. Ceniony zwłaszcza jako twórca wierszy ci.
Zachowało się ponad 30 wierszy Li. We wczesnych utworach opiewał piękno życia, w późniejszej twórczości dominuje natomiast temat przemijania oraz bezsilności ludzkich dążeń, wynikający z osobistych przeżyć – śmierci ukochanej żony w 964 roku i późniejszego uwięzienia.
W 975 roku jego państwo zostało podbite przez Songów, a sam Li trafił do niewoli i został uwięziony w Kaifengu. Otruto go trzy lata później z rozkazu cesarza Taizonga.